# Acrocercops coloptila
Acrocercops coloptila là một loài bướm đêm thuộc họ Gracillariidae. Nó được tìm thấy ở Uganda.
Ấu trùng ăn Annona squamosa. Chúng có thể ăn lá nơi chúng làm tổ.